# コロラドスプリングス
コロラドスプリングス（Colorado Springs）は、アメリカ合衆国コロラド州中南部に位置する都市。エルパソ郡の郡都である。ロッキー山脈のパイクスピーク東麓、州都デンバーの南約100kmに位置する。504km2の市域を有し、コロラド州内の都市では最も広い。人口は478,961人（2020年国勢調査）で、デンバーに次ぐコロラド州第2の都市である。西に隣接するテラー郡の2郡にまたがる都市圏は755,105人（2020年国勢調査）の人口を抱えている。より広域的には、コロラドスプリングスは北はワイオミング州の州都シャイアンから南はプエブロまで、州間高速道路25号線に沿って広がるフロントレンジ都市回廊に含まれている。

## 歴史

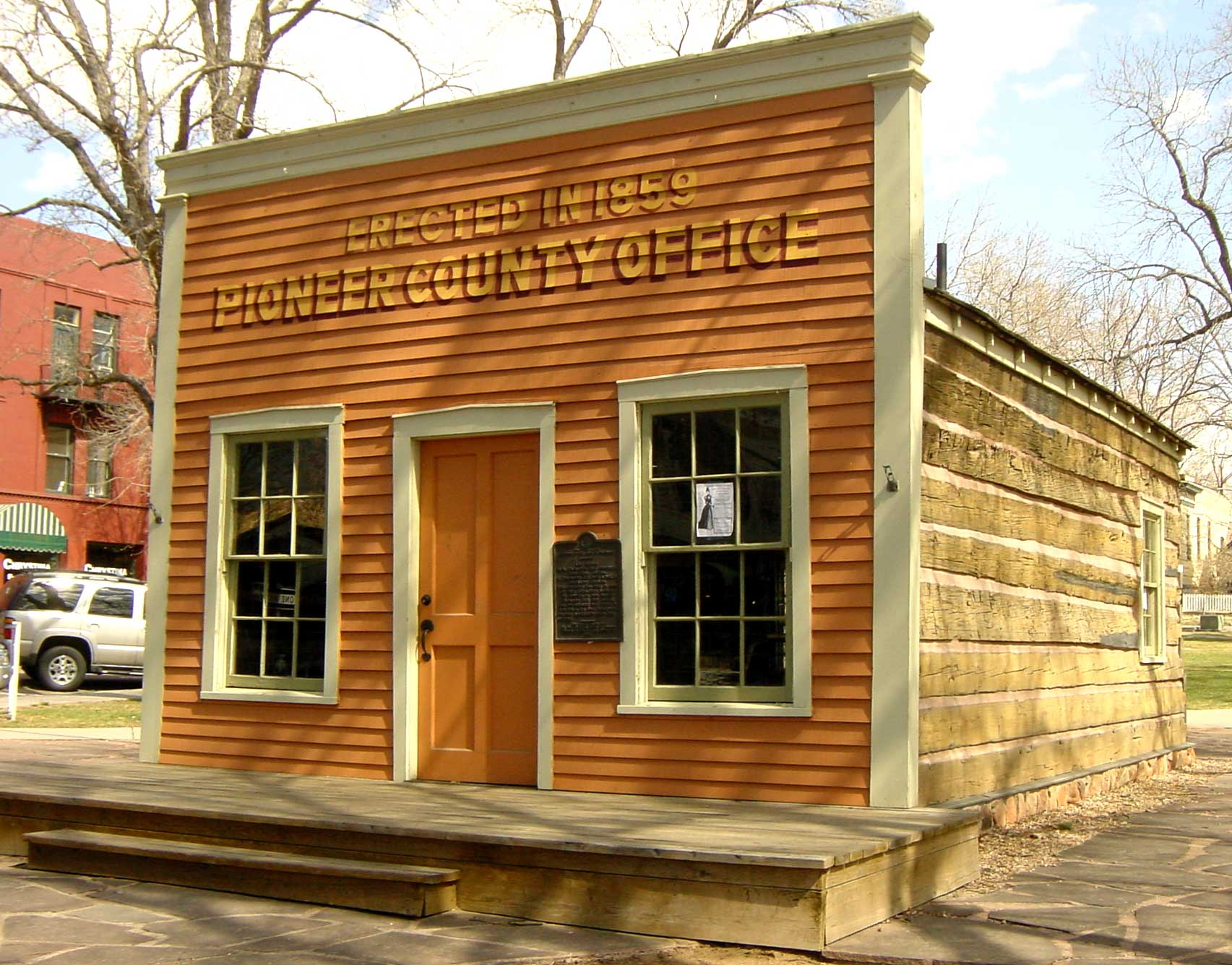
コロラドシティ（現オールド・コロラドシティ地区）のエルパソ郡庁舎跡

今日のコロラドスプリングスがあるこの地には、ヨーロッパ人の入植以前にはネイティブ・アメリカンのユート族、アラパホ族、およびシャイアン族が住み着いていた。やがて1803年、ルイジアナ買収でこの地はアメリカ合衆国の国土に組み入れられた。その後、この地は1854年にカンザス準州に属した。1859年、パイクスピークのゴールドラッシュの最中に、この地に初めての入植地となるコロラドシティが、鉱夫たちの野営地として創設された。同年10月には、この地は非公式のジェファーソン準州に組み入れられ、同年11月にはジェファーソン準州の郡の1つとして創設されたエルパソ郡に含められた。1861年、カンザスの州昇格の後、コロラド準州が創設されると、その最初の準州都がコロラドシティに置かれた。しかし、コロラドシティの準州都としての地位は長くは保たず、翌1862年には投票により、準州都がゴールデンシティに移された。
1871年、コロラドスプリングス会社は、コロラドシティの上流にラ・フォント（後のマニトウスプリングス）、下流にファウンテン・コロニーの町をそれぞれ区画した。翌1872年、ファウンテン・コロニーは「コロラドスプリングス」という名に改められ、正式に法人化された。そのさらに翌年、1873年には、エルパソ郡の郡庁がコロラドシティからコロラドスプリングスに移された。1880年12月1日には、最初の合併が行われ、コロラドスプリングスの町域が北に少し広がった。1889-90年にも、シーベイズ・アディション、ウェストコロラドスプリングス、イーストエンド、およびノースエンドを相次いで合併した。

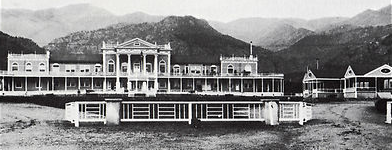
ブロードムーア・カジノ（1891年）

1891年、ブロードムーア土地会社はブロードムーア・カジノを含む、ブロードムーア地区を郊外に開発した。1895年には、コロラドスプリングスは4ヶ所の鉱物取引所を有し、275人の鉱物ブローカーを抱えていた。1898年には、南北に通るカスケード・アベニュー、および東西に通るワシントン/パイクスピーク・アベニューを境に、市を北西・北東・南西・南東の4つに分ける地域区分が創られた。1899-1901年にかけては、ノブヒル地区にニコラ・テスラの研究所が置かれた。1917年には、コロラドシティがコロラドスプリングスに合併された。1919年には、ブロードムーアの近隣にあった飛行場に航空機の便が就航した。1925年には、市の北にアレクサンダー空港が開港した。その翌々年、1927年には、市の東にコロラドスプリングス市営空港が開港した。
1942年12月、陸軍航空軍はコロラドスプリングス市営空港の北に隣接する土地をリースし、ピーターソン飛行場を設置した。この他にも、第二次世界大戦中、コロラドスプリングスとその周辺には、いくつもの軍関連施設が置かれた。第二次世界大戦終了後の1950年11月、航空防衛軍団（ADC）は冷戦の司令部をエント空軍基地と定めた。ピーターソン飛行場は第二次世界大戦終結と共に一旦は休止されたが、1951年にピーターソン空軍基地として再開した。1954年には空軍士官学校が開校した。その後も北アメリカ航空宇宙防衛司令部（NORAD）の本部が置かれるなど、1970年代に至るまで、コロラドスプリングスとその周辺地域における空軍の存在は大きなものとなっていった。1983年には、ピーターソン空軍基地の東に、ファルコン空軍基地（現シュリーバー空軍基地）が設置された。
1965-68年にかけて、コロラドスプリングスとその近隣には、コロラド大学コロラドスプリングス校、パイクスピーク・コミュニティ・カレッジ、およびコロラド・テクニカル大学が相次いで開校した。1971年には、コロラドスプリングスでリバタリアン党が結党した。1977年には、その前年に閉鎖したエント空軍基地の跡地に、アメリカ合衆国オリンピックトレーニングセンターが開設された。翌1978年には、アメリカ合衆国オリンピック委員会の本部がコロラドスプリングスに移転してきた。1980-2000年代にかけては、コロラドスプリングスはブロードムーア、ブライアーゲート、スタットソンヒルズ、バニングルイスランチ、コロラドセンターなど、大規模な合併を繰り返し、州内最大の市域面積を有する市になった。
2022年11月19日深夜、市内の性的少数者の集まるナイトクラブに男が侵入して銃を乱射。死者5人、重軽傷25人。犯人の男は現場で取り押さえられた。

## 地理

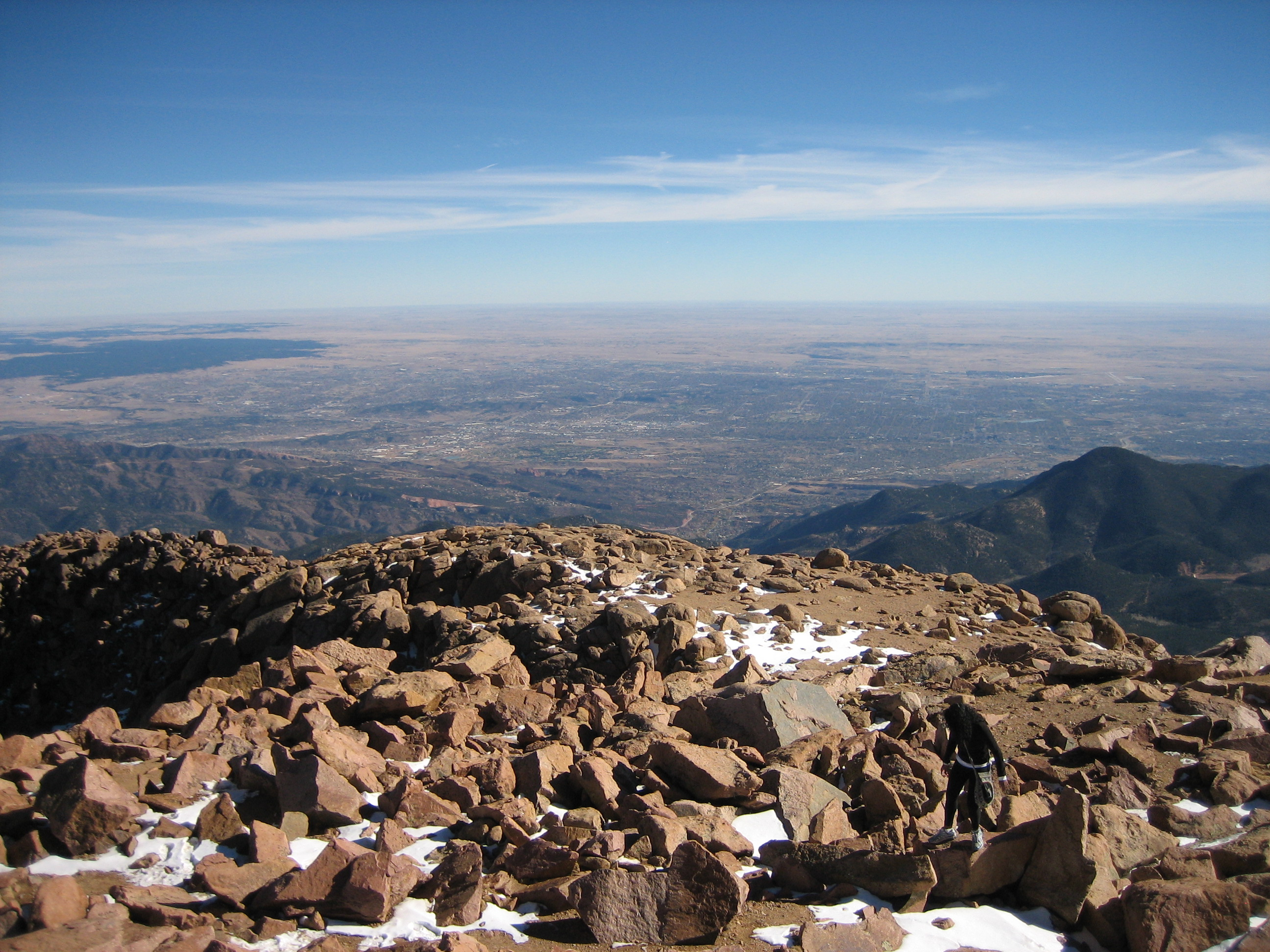
パイクスピーク山頂（標高4,301m）よりコロラドスプリングスを望む

コロラドスプリングスは北緯38度50分14秒 西経104度49分21秒 / 北緯38.83722度 西経104.82250度に位置している。州都デンバーからは南へ約100kmに位置する。西にはパイクスピークを含むロッキー山脈の山々が、また北にはプラット川水系とアーカンザス川水系を分かつパーマー分水嶺がそれぞれ連なり、はるか東にはグレートプレーンズ（ハイプレーンズ）が、南郊のファウンテンから南、プエブロ方面には高地砂漠が広がる。市の標高は場所によって差があるが、市中心部では1,839mで、Mile-High City（標高1マイルの街）として知られるデンバーよりも約230m高い。

コロラドスプリングス都市圏

アメリカ合衆国国勢調査局によると、コロラドスプリングス市は総面積505.33km2（195.11mi2）である。そのうち504.38km2（194.74mi2）が陸地で0.95km2（0.37mi2）が水域である。総面積の0.19%が水域となっている。都市圏はエルパソ郡、およびその西に隣接するテラー郡の2郡にまたがり、その面積は6,952km2（2,684mi2）である。
コロラドスプリングスは公園や自転車道、都市中心部の解放空間など、近代的な都市的地域の恩恵を受ける一方で、交通渋滞、犯罪、スプロール化、財政といった都市問題とも無縁ではない。こういった問題は、1990年代以降のコロラドスプリングスにおける急激な人口増加に直接的、または間接的に起因しており、将来的には175,000人を抱え得る、バニング・ルイス牧場跡地の開発に伴って、さらに大きくなり得る。

### 気候
コロラドスプリングスの気候は、日中は暑いが夜は涼しくなる夏と、乾燥して日中は穏やかなものの夜は冷え込みの厳しい冬に特徴付けられ、気温の年較差と日較差のともに大きい、高山性の気候となっている。最も暑い7月の最高気温の平均は約29℃に達し、平年で月の約1/4は日中32℃を超えるが、最低気温は平均13℃まで下がり、平均気温は約22℃である。最も寒い12月の平均気温は氷点下1℃、最低気温の平均は氷点下8.5℃で、ほぼ毎日気温が氷点下に下がるが、日中は標高の割には暖かく、6℃程度まで上がる。降水量は夏季の5月から8月にかけては多く、月間50-80mm程度である。冬季の11月から2月にかけては少なく、月間7-10mm程度である。春季・秋季には月間25-35mm程度である。年間降水量は410mm程度である。また、冬季の11月から4月にかけての月間降雪量は12-20cm、年間降雪量は95cmに達する。
ロッキー山脈のすぐ東という立地条件から、コロラドスプリングスは山から吹き降ろす温暖なチヌーク風や冷涼なボラ風の影響を受け、天気が変わりやすい。コロラドスプリングスでは快晴が年間120日、晴れが年間127日で、年の2/3は快晴か晴れということになる。しかし、コロラドスプリングスは特に北アメリカモンスーンの影響下に入る7-8月を中心に、午後に短時間の雷雨に見舞われやすい。ニコラ・テスラは、これを地の利と捉えて、この地に自身の電気研究所を建てた。
ケッペンの気候区分では、コロラドスプリングスはステップ気候（BS）に属する。
|               | 1月  | 2月  | 3月  | 4月  | 5月  | 6月  | 7月  | 8月  | 9月  | 10月 | 11月 | 12月 | 年    |
| ------------- | ---- | ---- | ---- | ---- | ---- | ---- | ---- | ---- | ---- | ---- | ---- | ---- | ----- |
| 平均気温（℃） | -0.8 | 0.1  | 3.9  | 8.1  | 13.3 | 18.4 | 21.6 | 20.4 | 16.1 | 9.7  | 3.4  | -1.2 | 9.4   |
| 降水量（mm）  | 7.6  | 7.6  | 25.4 | 35.6 | 50.8 | 63.5 | 71.1 | 83.8 | 30.5 | 20.3 | 10.2 | 7.6  | 414.0 |
| 降雪量（cm）  | 14.2 | 12.4 | 20.6 | 12.4 | 1.8  | -    | -    | -    | 0.5  | 7.4  | 11.9 | 14.5 | 95.7  |

### 都市概観

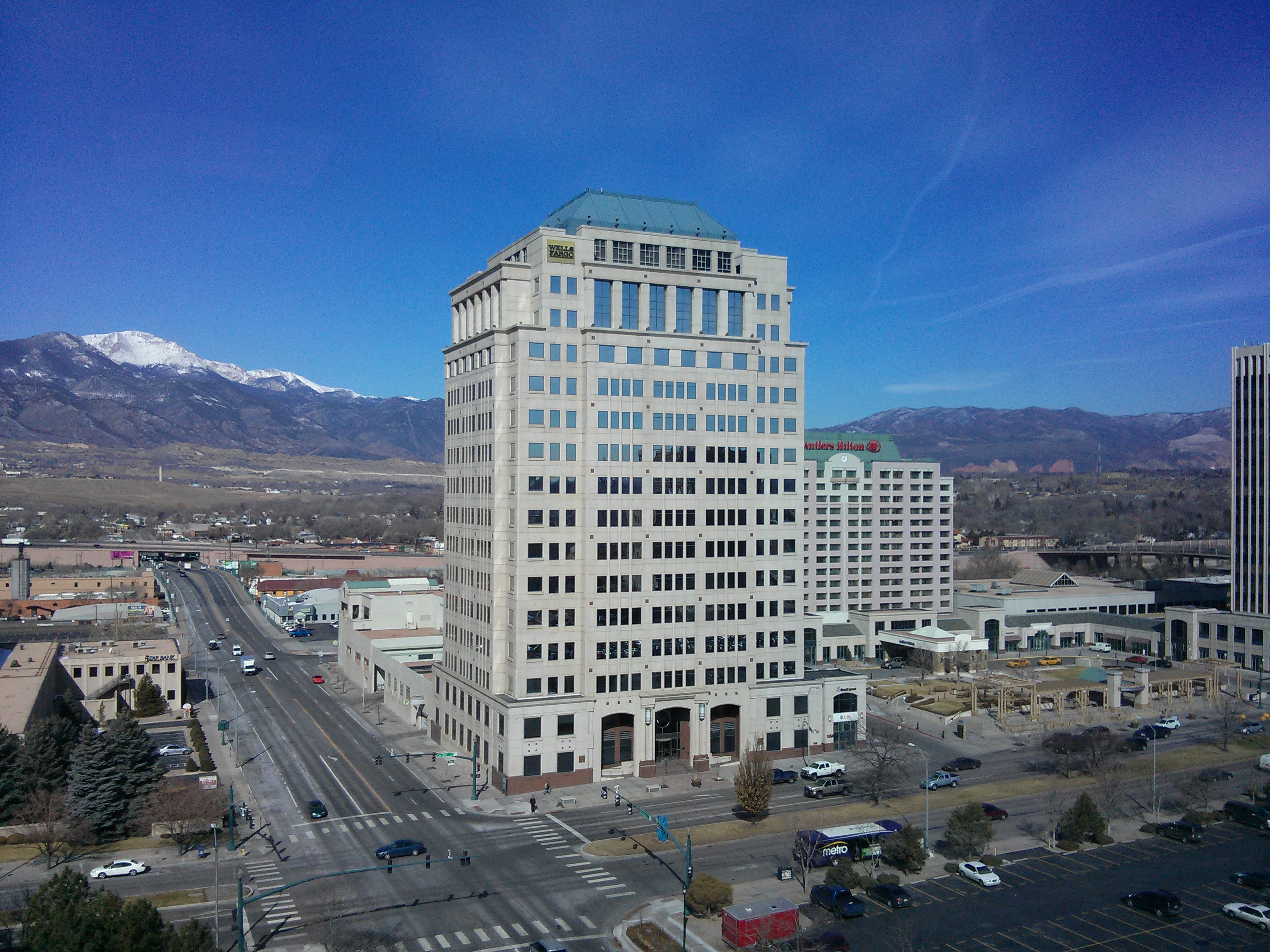
ウェルズ・ファーゴ・タワー（中央）とアントラーズ・ヒルトン・ホテル（右奥）

コロラドスプリングスのダウンタウンは、アーカンザス川の支流であるモニュメント・クリークの東岸に形成されている。市の人口の割にはダウンタウンに高層建築物は少なく、またその高さも、最も高いウェルズ・ファーゴ・タワーでも15階建て、75.3mにとどまる。ダウンタウンに立地するその他の高層建築物としては、コロラド・スクエア（14階建て、51.9m）、ファーストバンク・ビルディング（14階建て、51.9m）、アントラーズ・ヒルトン・ホテル（14階建て、51.9m）等が挙げられる。
コロラドスプリングスの街路は、ダウンタウンとその近隣でこそ整然と区画されているが、地形が起伏に富んでいることもあって、周縁部では入り組んでいる。東西に通る通りはカスケード・アベニューを境に東（E）と西（W）に分かれている。一方、南北に通る通りはパイクスピーク・アベニューを境に南（S）と北（N）に分かれている。また、ダウンタウンの西、オールド・コロラドシティ地区では、街路は概ね整然と区画されてはいるが、ダウンタウンとは異なり、多くの通りが北西-南東方向と北東-南西方向に通っている。オールド・コロラドシティで北東-南西に通る通りには7thストリートから36thストリートまで数字がついており、北西-南東に通るパイクスピーク・アベニューを境に、北東がN、南西がSに分かれている。

## 政治

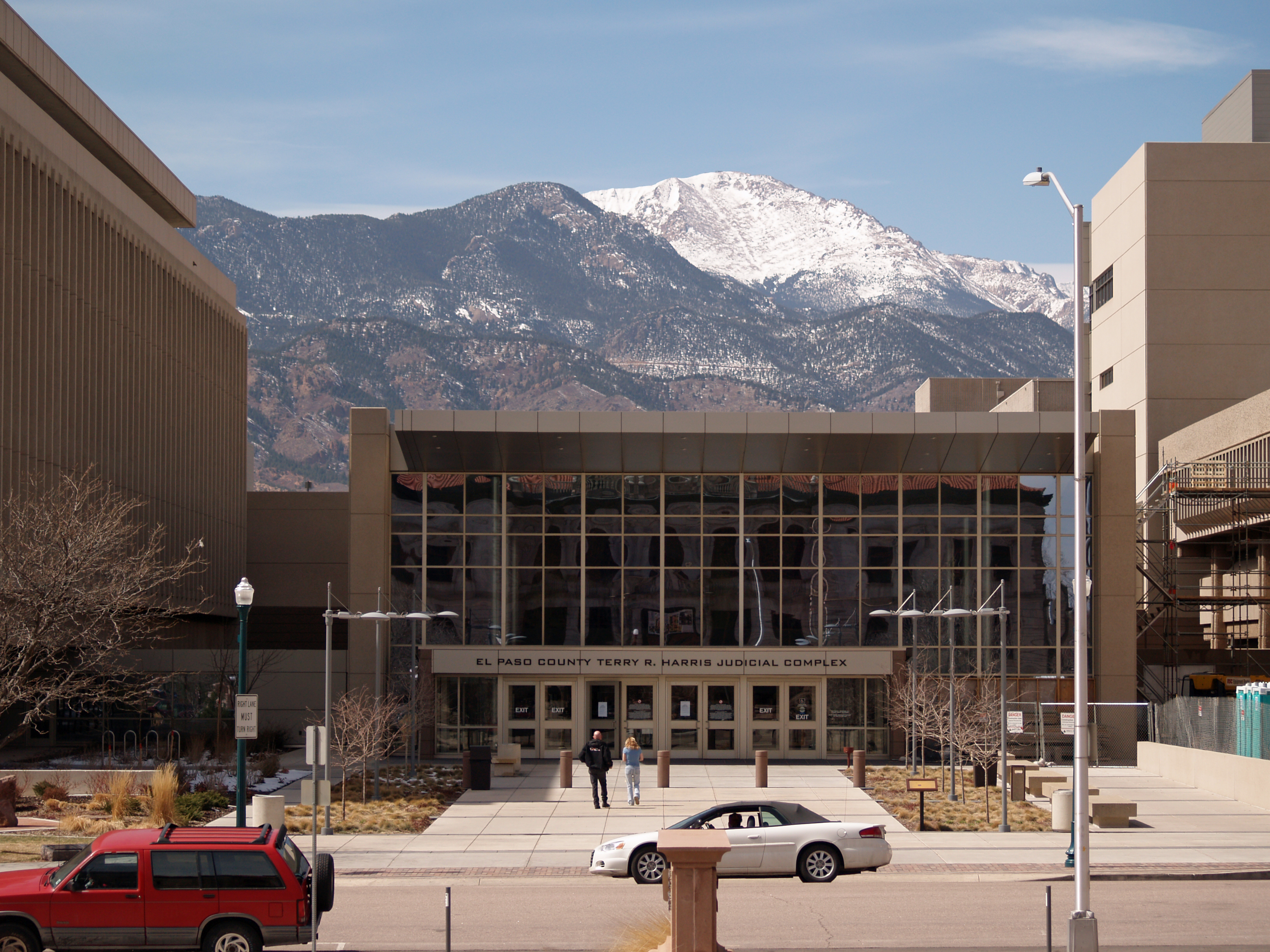
エルパソ郡司法庁舎

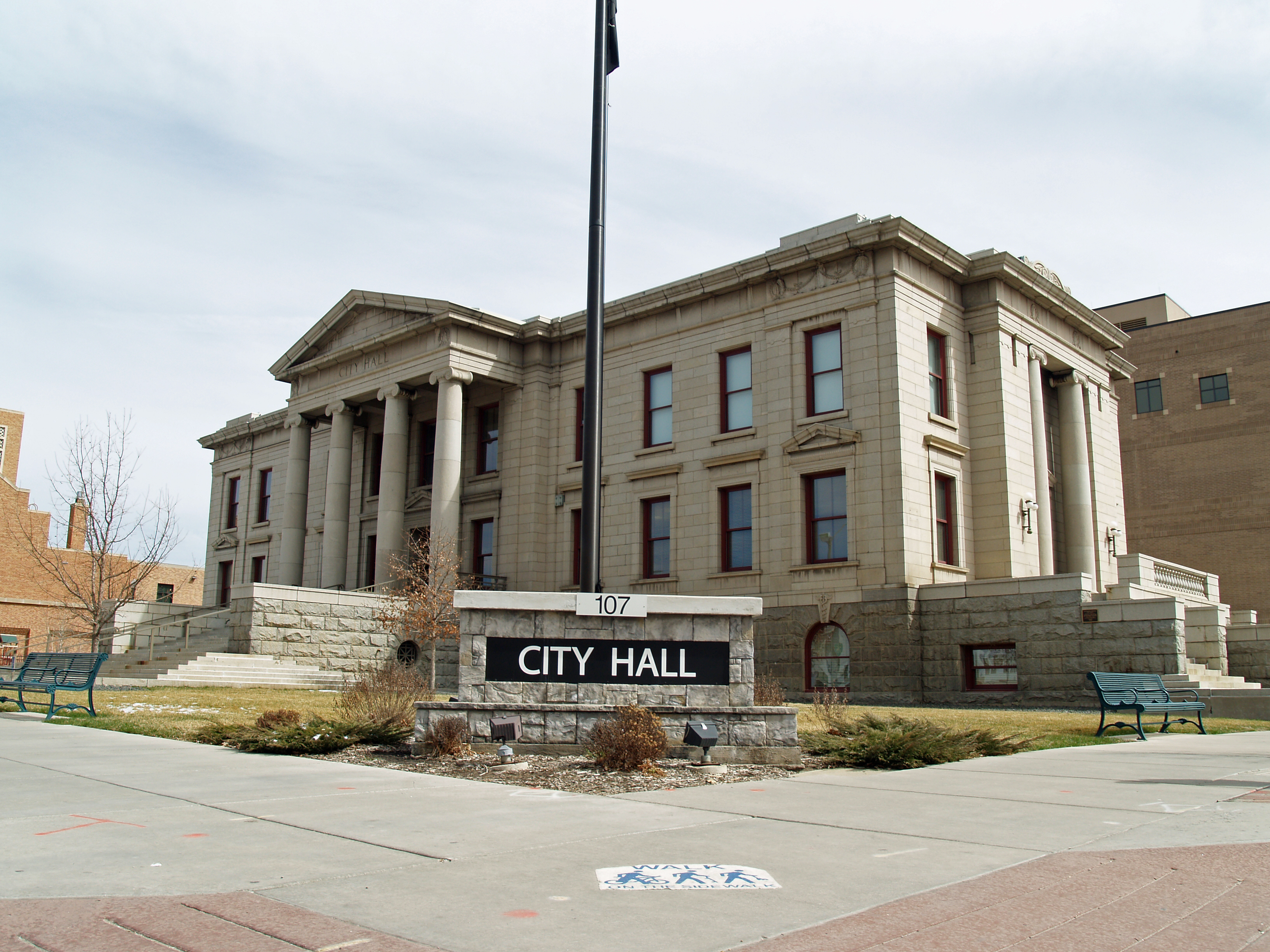
コロラドスプリングス市庁舎

コロラドスプリングス最初の市憲章は1909年に採択された。当時は市長制を採っており、市の立法機関である市議会は4人の議員から成っていた。市長は市の行政の最高責任者であり、市議会の議決に対して拒否権を有していたが、市議会が4人全会一致で賛成した場合は、その拒否権を覆すことができた。やがて1920年、市はシティー・マネージャー制に移行し、全市から選出された9人の市議員の中から議長及び副議長を選出し、その議長を市長とした。この制度の下では、市議会に雇われたシティー・マネージャーが市の行政の最高責任者となり、市長の権限は緊急時を除いて極めて限られ、拒否権も有しなかった。その後90年間にわたって、コロラドスプリングス市政府はシティー・マネージャー制を採っていたが、2010年11月2日、住民投票によって市長制が復古し、副市長とシティー・マネージャーを廃止し、市長が再び市の行政の最高責任者となった。
市議会は9人の議員から成っている。9人の市議員のうち、6人は市を6つに分けた小選挙区から1人ずつ選出され、残り3人が全市から選出される。市長は市議員とは別に、全市から選出される。市長・市議員とも任期は4年であり、連続多選は原則として2期までに制限されている。ただし、連続2期務めても、その直後の期を務めることはできないが、1期おいて再度務めることは許されている。
前述の通り、市長は市の行政の最高責任者であり、市政府職員の人事や指揮監督、財政状況の報告等に責任を負う。また、市長は市議会の可決した条例案に対し拒否権を行使することができる。ただし、拒否権によって市議会に条例案が差し戻された後、当該条例案が2/3（6人）以上の賛成を得た場合、拒否権は覆され、条例案は採択される。
コロラドスプリングス市庁舎は、近郊のクリップルクリークの金鉱開発で財を成したウィンフィールド・スコット・ストラットンが市に寄付した土地に、1904年に建てられたものである。ダウンタウンのネバダ・アベニューとキオワ・ストリートの北東角に建つ、このクラシカル・リバイバル様式の庁舎は、2002年に国家歴史登録財に登録された。

### 大麻
コロラド州法修正第64条により、2014年、コロラド州は全米で初めて、娯楽目的での大麻販売を合法化した。しかし、郡域内、市域内において娯楽目的での大麻販売を実際に許可するか否かは各郡や市に任されており、許可しない郡や市も多い。コロラドスプリングスにおいても、娯楽目的での大麻販売は許可されておらず、医療目的での販売のみを認可制としている。なお、西隣のマニトウスプリングスでは娯楽目的の大麻が2店舗で販売されている。

## 経済
コロラドスプリングスの地域経済は主に軍需産業、ハイテク産業、および観光業によって支えられている。また、サービス業も成長してきている。

### 軍需産業

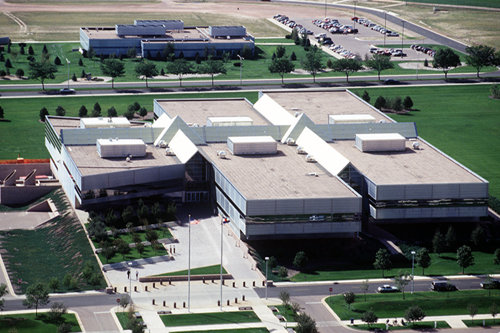
ピーターソン空軍基地

軍需産業はコロラドスプリングスの地域経済において大きな役割を果たしており、主要な雇用源にもなっている。コロラドスプリングスにおける軍需産業の中でも、特にその要となっているのは、様々なミサイル防衛プロジェクトの開発および運用に関するものである。軍需と密接に結び付いて、航空宇宙産業もコロラドスプリングスの地域経済に影響を与えている。
コロラドスプリングスに拠点を置く軍需企業としては、ボーイング、ジェネラル・ダイナミクス、ハリス・コーポレーション、サイエンス・アプリケーションズ・インターナショナル・コーポレーション（SAIC）、ITTコーポレーション、L-3 コミュニケーションズ、ロッキード・マーティン、ノースロップ・グラマン等が挙げられる。宇宙財団の本部はコロラドスプリングスに置かれている。また、コロラドスプリングスおよびその周辺には、以下の軍事基地が置かれている。
- ピーターソン空軍基地
- シュリーバー空軍基地
- シャイアン・マウンテン空軍基地
- フォート・カーソン陸軍基地

空軍士官学校や上記軍事基地等の存在から、コロラドスプリングスは軍事上重要な拠点とみなされており、2013年4月に発表された北朝鮮のプロパガンダビデオでは、同国の大陸間弾道ミサイル、KN-08の目標として、ワシントンD.C.、ロサンゼルス、およびホノルルと共に、コロラドスプリングスが挙げられている。しかし、このビデオにおいて「コロラドスプリングス」として示されている場所は、南東に1,500km以上離れたルイジアナ州シュリーブポート近郊であり、ワシントン・ポスト紙の記事でもそのことが揶揄されている。

### ハイテク産業
2000年代前半に大きく縮退したとは言え、ハイテク産業はコロラドスプリングスの地域経済において軍需産業に次ぐ柱になっている。
コロラドスプリングスに拠点を置くハイテク企業としては、ベライゾン・コミュニケーションズ、ヒューレット・パッカード、アジレント・テクノロジー、ブロードコム、マイクロチップ・テクノロジー、サイプレス・セミコンダクター等が挙げられる。また、SNIA（Storage Networking Industry Association）の技術センターはコロラドスプリングスに置かれている。

### 観光業

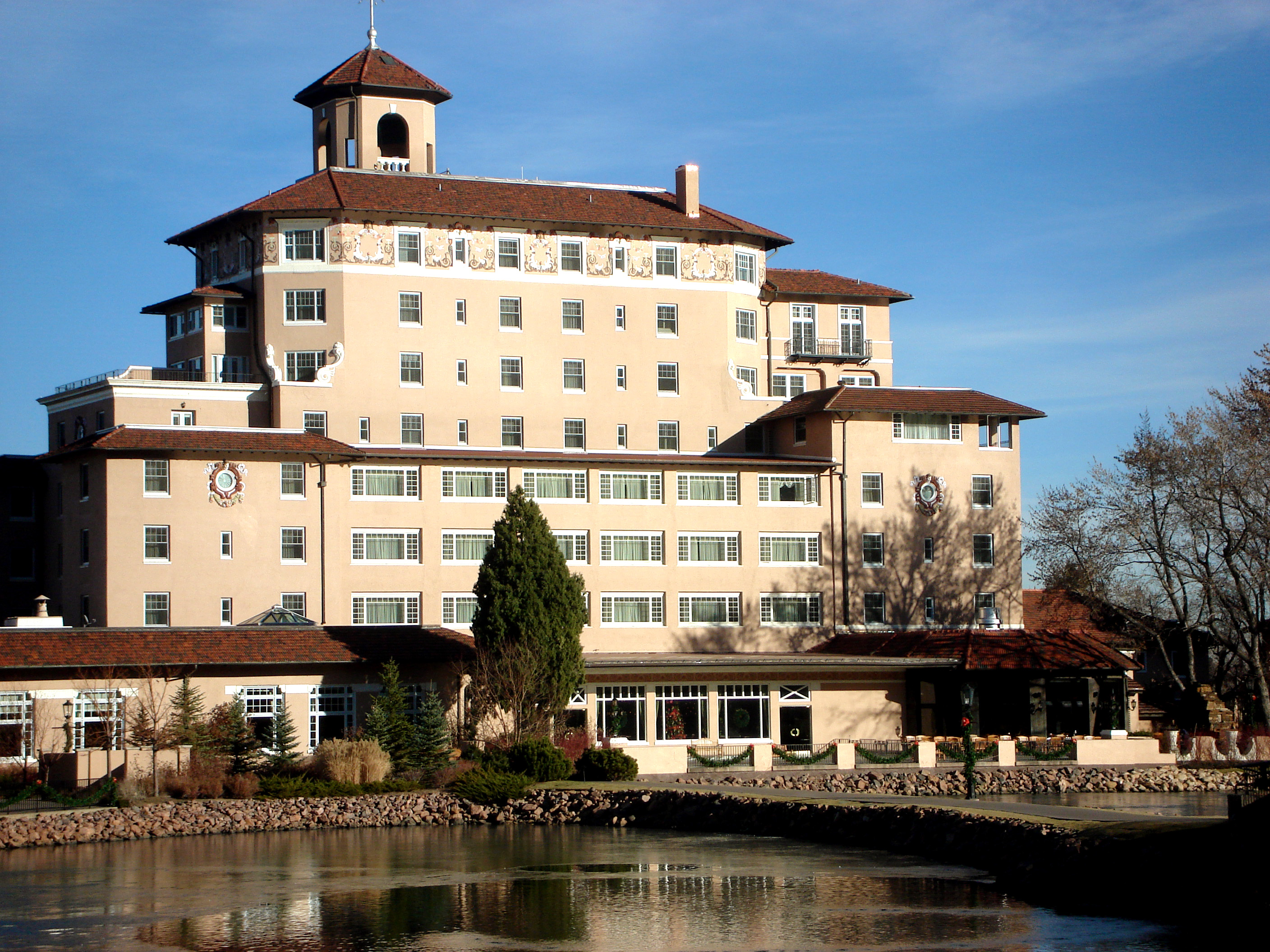
ブロードムーア・ホテル

ロッキー山脈、パイクスピークの東麓という立地から、1871年に鉄道が開通するとすぐに、コロラドスプリングスは人気の高い観光地となった。19世紀末から20世紀初頭にかけては、シャイアン山麓のブロードムーアなど、リゾート開発が進んだ。他にも、景勝地となっている神々の庭や空軍士官学校、アメリカ貨幣学協会貨幣博物館、シャイアン・マウンテン動物園、コロラドスプリングス美術センター、オールド・コロラドシティ、アメリカ合衆国オリンピックトレーニングセンターなど、コロラドスプリングスの名所の数は55以上を数える。21世紀に入っても、コロラドスプリングスの地域経済において、観光業は軍需産業、ハイテク産業に次ぐ第3の柱となっている。2016年には、コロラドスプリングスを中心とするパイクスピーク地域（エルパソ・テラー・フレモントの3郡）において、観光業がもたらした経済効果は14億4800万ドルにのぼった。

## 交通

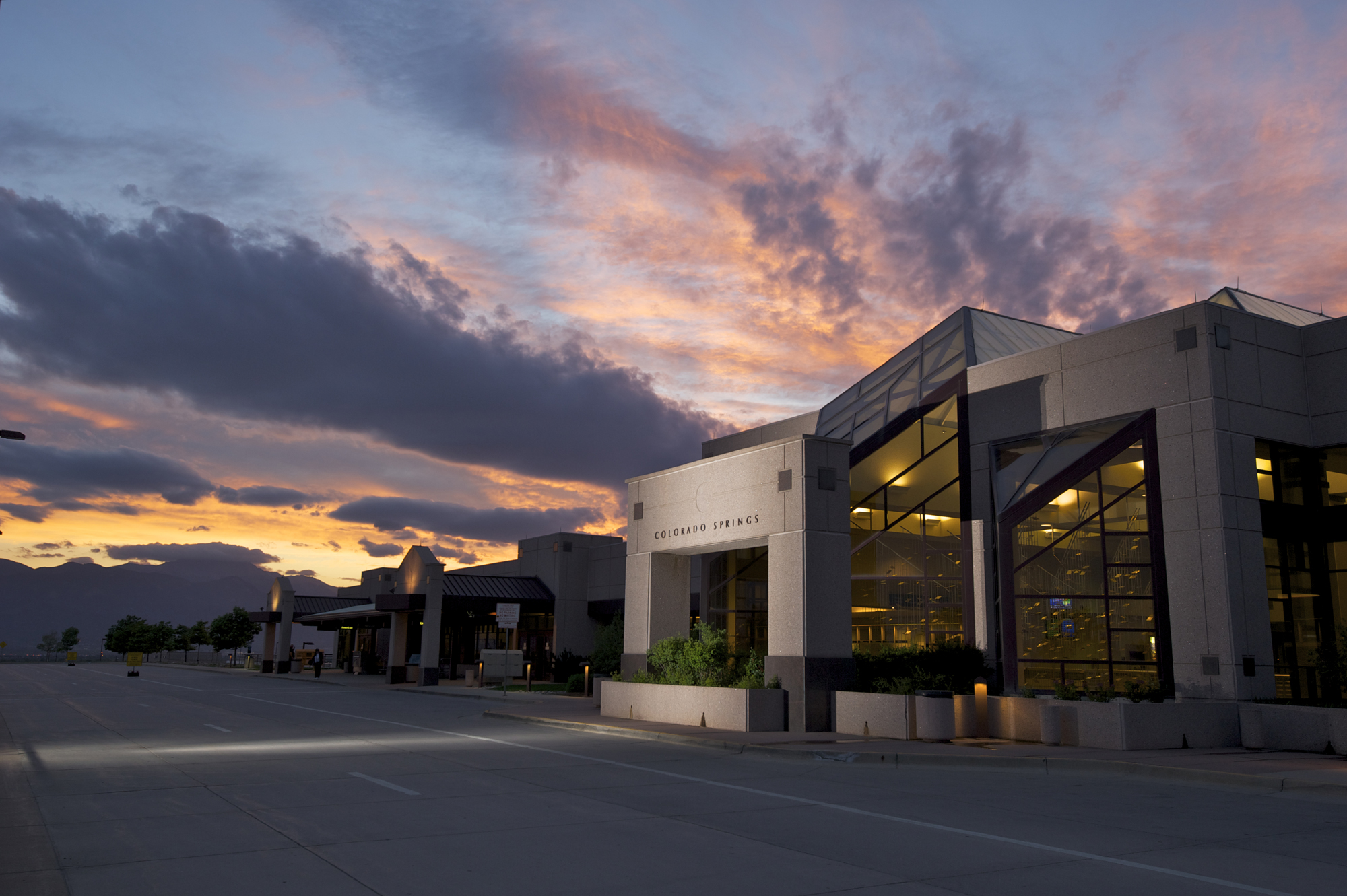
コロラドスプリングス市営空港

コロラドスプリングスの玄関口となる空港は、ダウンタウンの南東約11kmに立地するコロラドスプリングス市営空港（IATA: COS）である。同空港にはデルタ航空（アトランタ、ソルトレイクシティ）、ユナイテッド航空（シカゴ・オヘア、ヒューストン・インターコンチネンタル、ロサンゼルス、デンバー）、アメリカン航空（ダラス・フォートワース、シカゴ・オヘア）の3大航空会社のほか、アレジアント・エアによるラスベガスからの便、およびフロンティア航空による10都市以上からの便（季節運航便を含む）が就航している。
州間高速道路I-25はダウンタウンのすぐ西を通っている。I-25は南北の幹線で、南へはプエブロ、サンタフェ、アルバカーキ方面へ、北へはデンバー、フォートコリンズ、シャイアン方面へと通ずる。州の人口の8割以上が集中するフロントレンジ都市回廊を縦貫する、コロラド州では最も重要な道路である。コロラドスプリングスには環状道路は無いが、市東部を南北に通る州道21号線がバイパスとしての役割を果たしている。

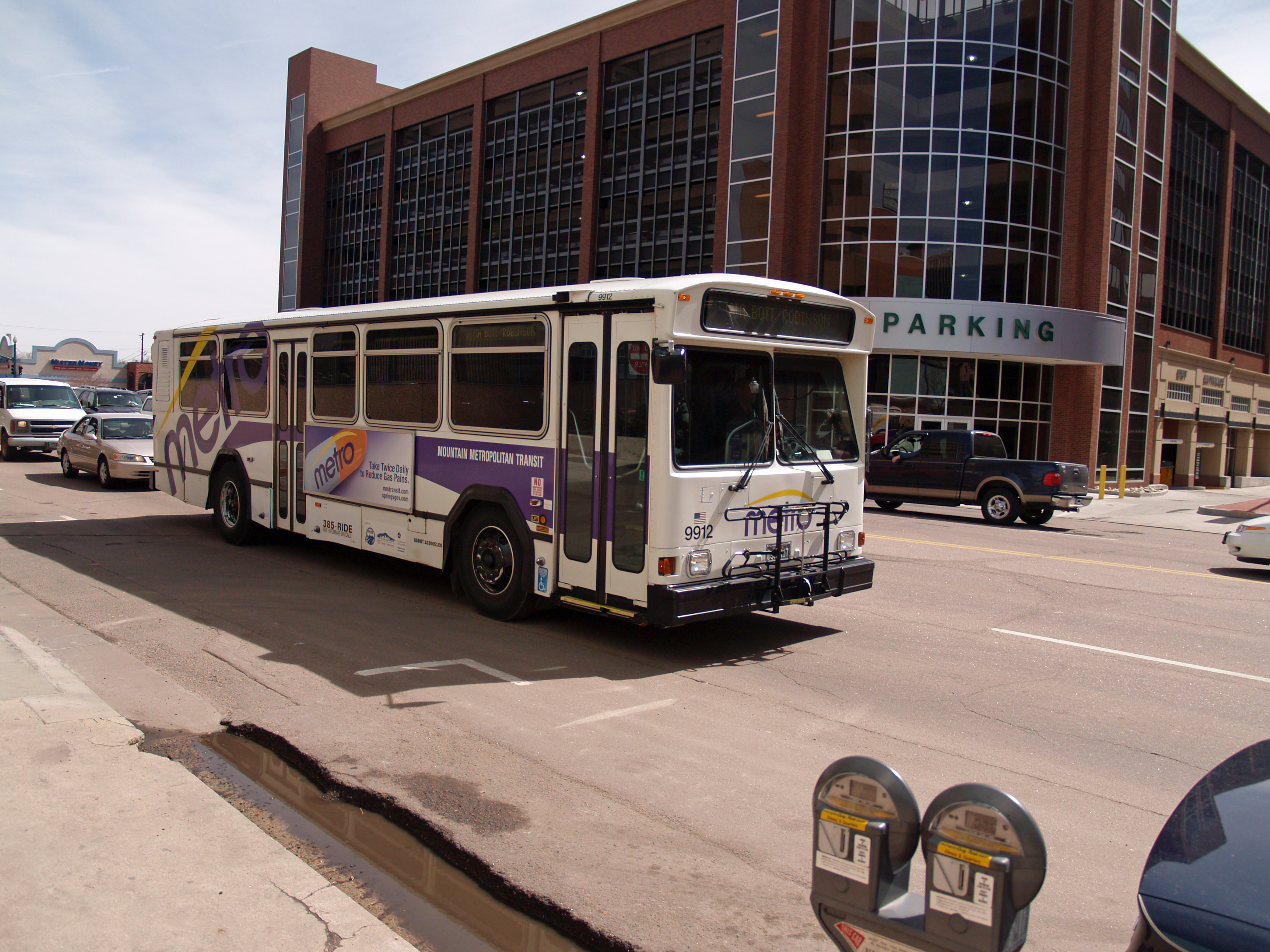
MMTの路線バス

ダウンタウンにはグレイハウンドのバスディーポがあり、デンバーとダラス方面、エルパソ方面、およびニューメキシコ州ラトンのアムトラック駅を結ぶ便が停車する。また、コロラド州交通局（CDOT）はデンバーとコロラドスプリングスとの間に、バスタング（Bustang）というバスを走らせている。なお、コロラドスプリングスにはアムトラックの駅はないが、グレイハウンドのバスがデンバーのユニオン駅でカリフォルニア・ゼファー号に、またラトンのアムトラック駅でサウスウェスト・チーフ号にそれぞれ接続する。
市内の公共交通機関としては、マウンテン・メトロポリタン交通局（MMT）によって、路線バスが運行されている。同局の路線バス網は27系統を有し、コロラドスプリングス市内、および西隣のマニトウスプリングスをカバーしている。

## 教育

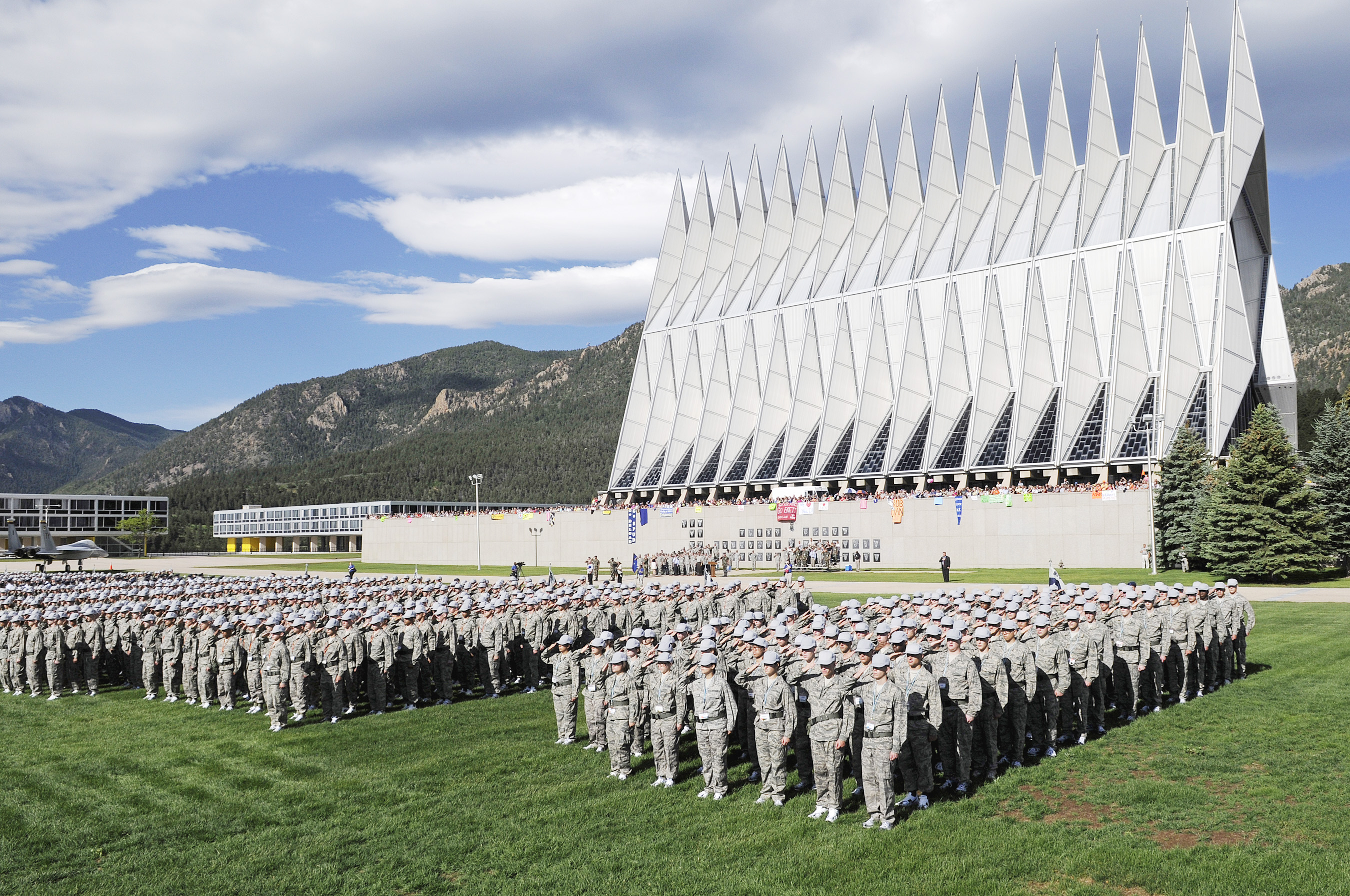
空軍士官学校

空軍士官学校はコロラドスプリングスのダウンタウンから北へ約22km、市域の北に隣接して立地し、18,500エーカー（74.87km2）のキャンパスを構えている。同校はウェストポイントの陸軍士官学校、アナポリスの海軍兵学校と並ぶアメリカ合衆国三大士官学校の1つで、空軍のリーダーとして相応しい士官となるよう候補生を教育および訓練することを使命とし、約4,000人の士官候補生を抱えている。学業面では、同校は31の専攻プログラムを提供しており、特に航空宇宙工学、電気・電子工学、機械工学の分野に特に強みを持っている。同校は学生対教授の比は8:1、平均的なクラスサイズは19人という、リベラル・アーツ・カレッジ並みの少人数制教育を行っている。また、同校のスポーツチーム、ファルコンズは、陸軍士官学校のブラックナイツ、海軍兵学校のミッドシップメンと同様、NCAAディビジョンIに属しており、一部の競技を除いてマウンテン・ウェスト・カンファレンスに所属している。

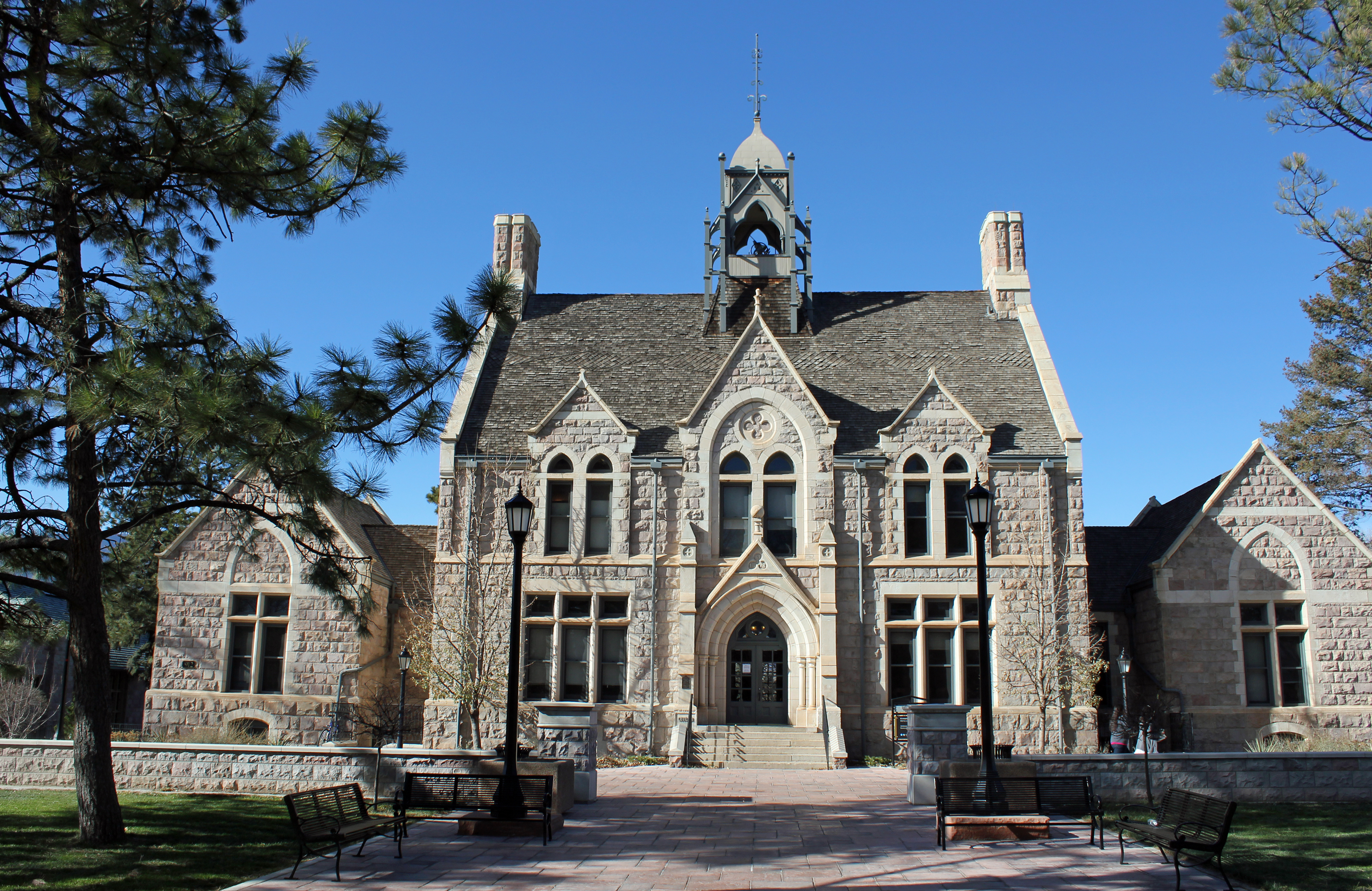
コロラドカレッジ

コロラドカレッジはダウンタウンのすぐ北に90エーカー（364,000m2）のキャンパスを構えている。同学はデンバー・アンド・リオグランデ鉄道の創業者、またコロラドスプリングスの創設者である、南北戦争の退役軍人ウィリアム・ジャクソン・パーマー将軍が用地と資金を提供し、1874年に創立した私立のリベラル・アーツ・カレッジである。同学は80以上の専攻・副専攻、および学際的なテーマ副専攻プログラムを提供している。同学の特徴としては、1970年に導入したブロック・プランが挙げられる。これは、1セメスターを4つのブロックに分け、3週間半にわたる1ブロックでは1科目だけを集中的に学ぶというものである。このブロック・プランの下、同学の学生は1セメスターで4科目、1年で8科目、4年間で32科目を学ぶことになる。コロラドカレッジは、USニューズ&ワールド・レポートの大学ランキングでは、全米のリベラル・アーツ・カレッジの中で常に25位以内に入る評価を受けている。

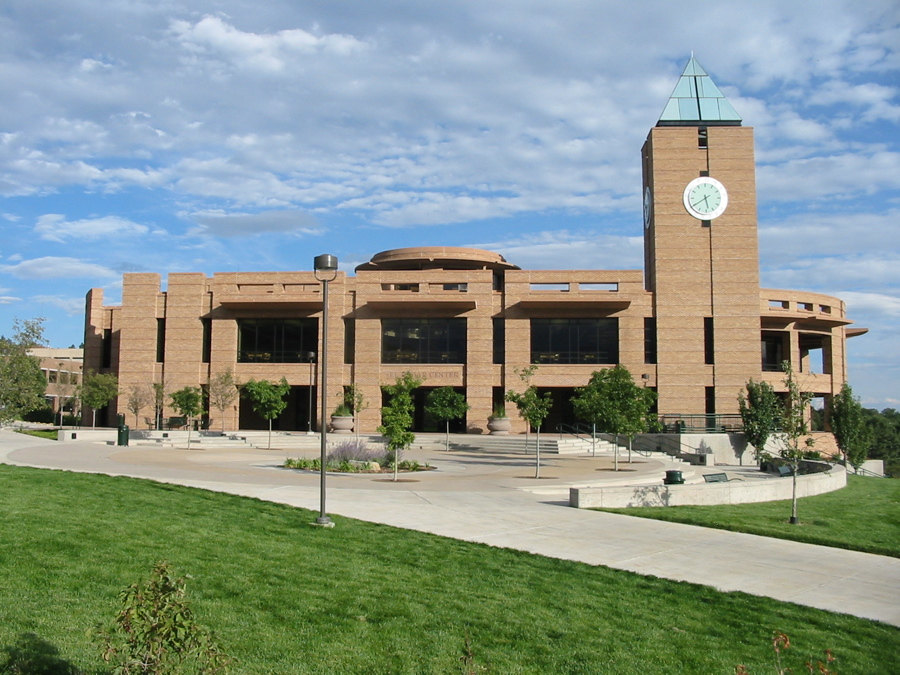
コロラド大学コロラドスプリングス校

コロラド大学コロラドスプリングス校はダウンタウンから北へ約8km、ノースイースト・コロラドスプリングス地区に550エーカー（2,226,000m2）のキャンパスを構えている。同校はボールダーの本校およびデンバー校と共に、コロラド大学システムを成す州立総合大学で、約12,000人の学生を抱えている。同校は6つの学部を有し、学部45、大学院修士課程22、および博士課程5つの専攻プログラムを提供している。コロラド大学コロラドスプリングス校は、USニューズ&ワールド・レポートの大学ランキングでは、西部の「地方区の大学」の中で50位以内に入る評価を受けている。
コロラドスプリングスにおけるK-12課程は、市中心部を管轄するコロラドスプリングス第11学区をはじめ、複数の学区の管轄下にある公立学校によって主に支えられている。以下の学区がコロラドスプリングスの市域をその管轄区域に含んでいる。
- コロラドスプリングス第11学区
- アカデミー第20学区（市北部）
- ファルコン第49学区（市東部）
- ハリソン第2学区（市中南部）
- ワイドフィールド第3学区（市南部）
- シャイアンマウンテン第12学区（市南西部）
- ファウンテン＝フォートカーソン第8学区（市最南部）

## 文化と名所

### 博物館・美術館

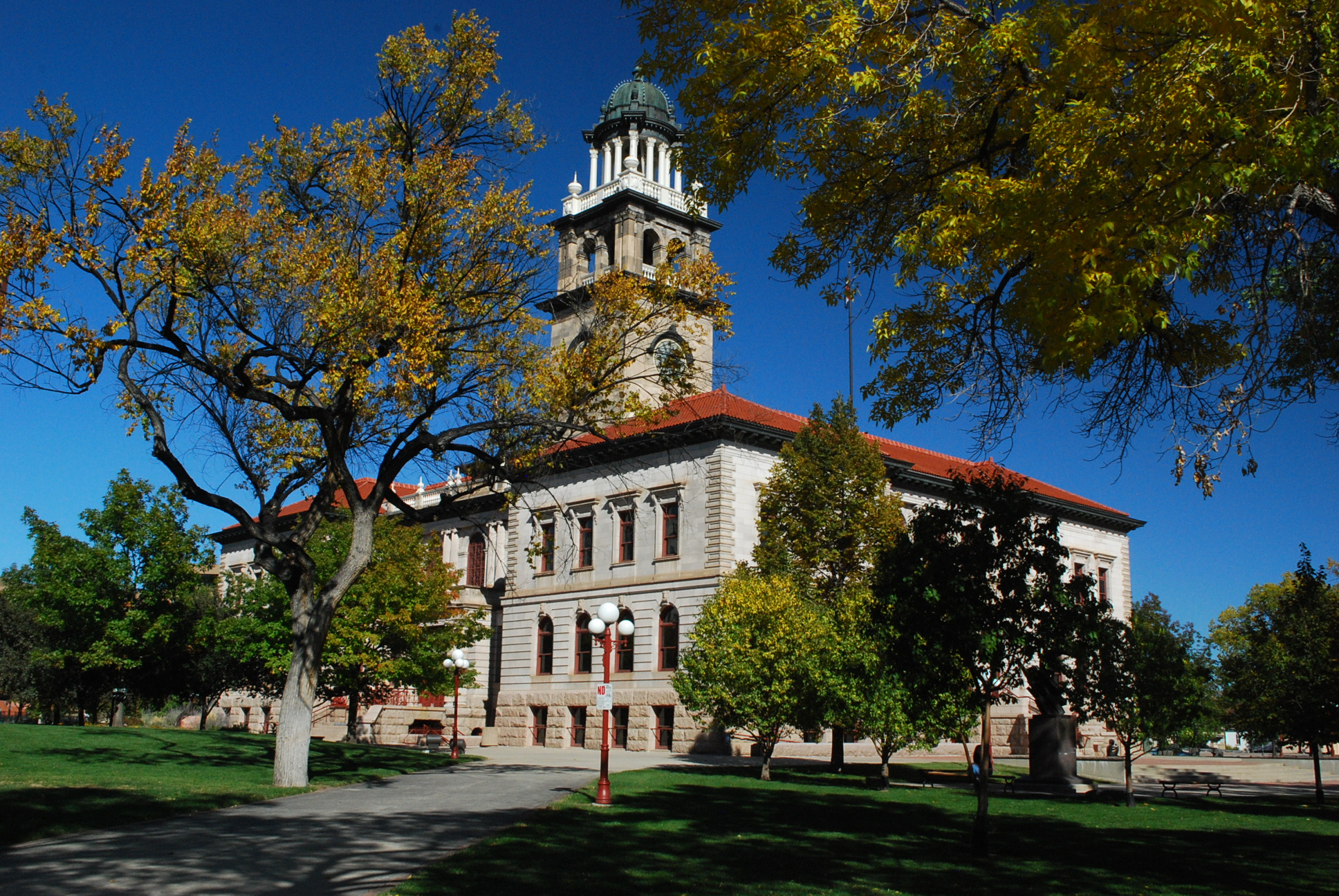
コロラドスプリングス開拓者博物館

コロラドスプリングス開拓者博物館はダウンタウンのアラモ・スクエア・パークに立地している。同館は1903年に建てられた旧エルパソ郡庁舎を改修し、博物館に転用したものである。同館はキルトや陶芸等の芸術作品、ユート族、シャイアン族、およびアラパホ族の文化に関する事物、市の歴史に関する事物など、約60,000点を収蔵し、展示している。また、同館の建物である旧エルパソ郡庁舎は、1972年に国家歴史登録財に登録されている。

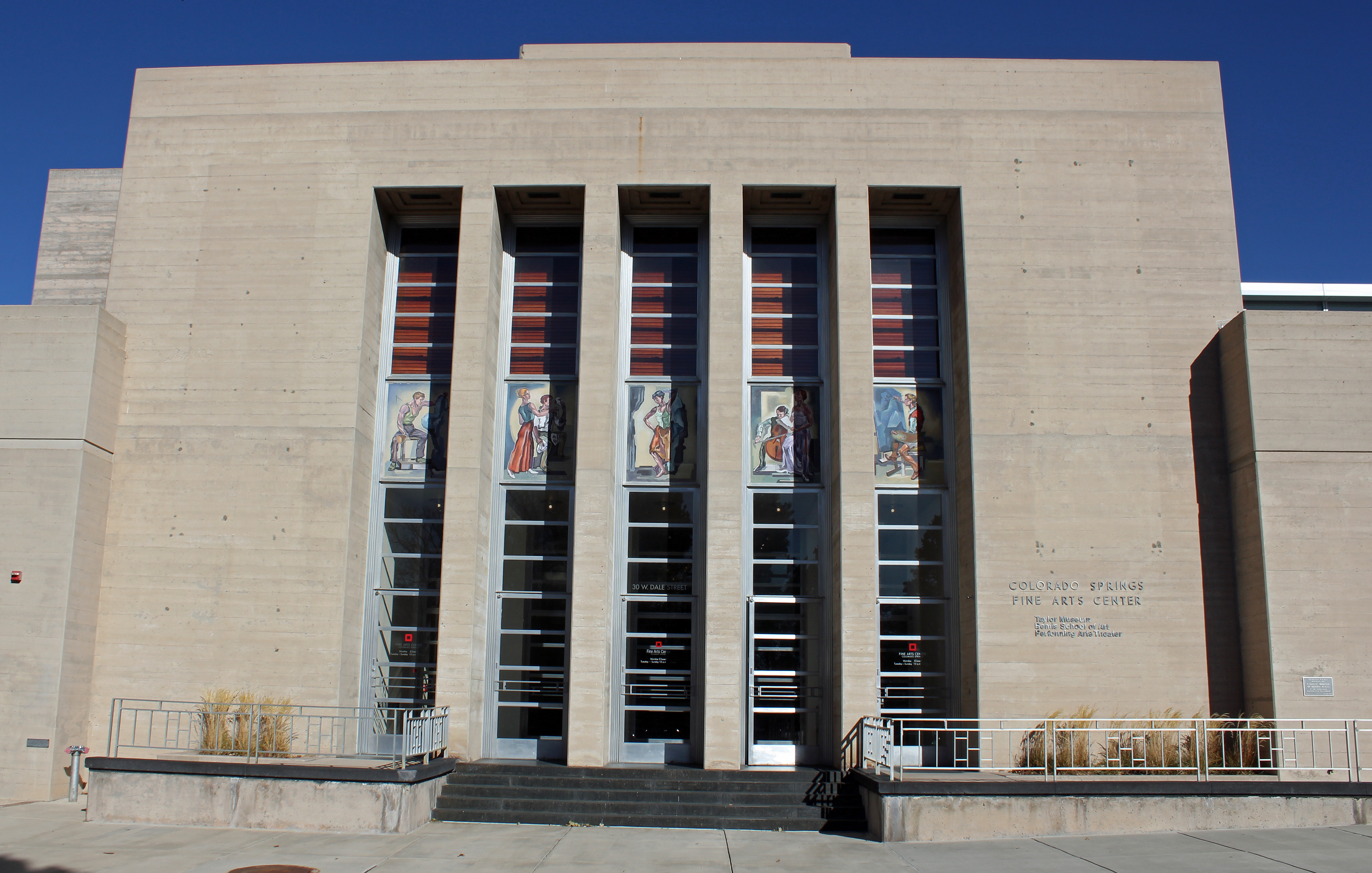
コロラドスプリングス美術センター

コロラドスプリングス美術センターはコロラドカレッジのキャンパス内に立地する。同センターは1936年に建てられたアール・デコ様式の建物で、美術館・劇場・芸術教室を兼ねる複合芸術センターである。美術館はネイティブ・アメリカンや中南米の作品、特に聖人を題材とした作品を注力して収蔵し、常設展示している。また、壁画や彫刻も同館の常設展示品である。劇場は400席のサガジ・シアターと108席の音楽室を有し、美術センター劇団による演劇の公演のほか、コンサートや映画祭、ダンスの公演等にも用いられている。また、同センターのベミス芸術学校は、幅広い年代、技能レベルに対応する芸術教室を開いているほか、3-5年生を対象とした芸術のギフテッド教育も行っている。コロラドスプリングス美術センターは、1986年に国家歴史登録財に登録されている。
このコロラドスプリングス美術センターの東隣には、アメリカ貨幣学協会の貨幣博物館が立地する。市南西部、ブロードムーアの北東には、世界フィギュアスケート殿堂とその博物館が立地している。また、市北部にはプロロデオ・カウボーイ協会の本部があり、プロロデオ殿堂とその博物館が立地する。

### スポーツ

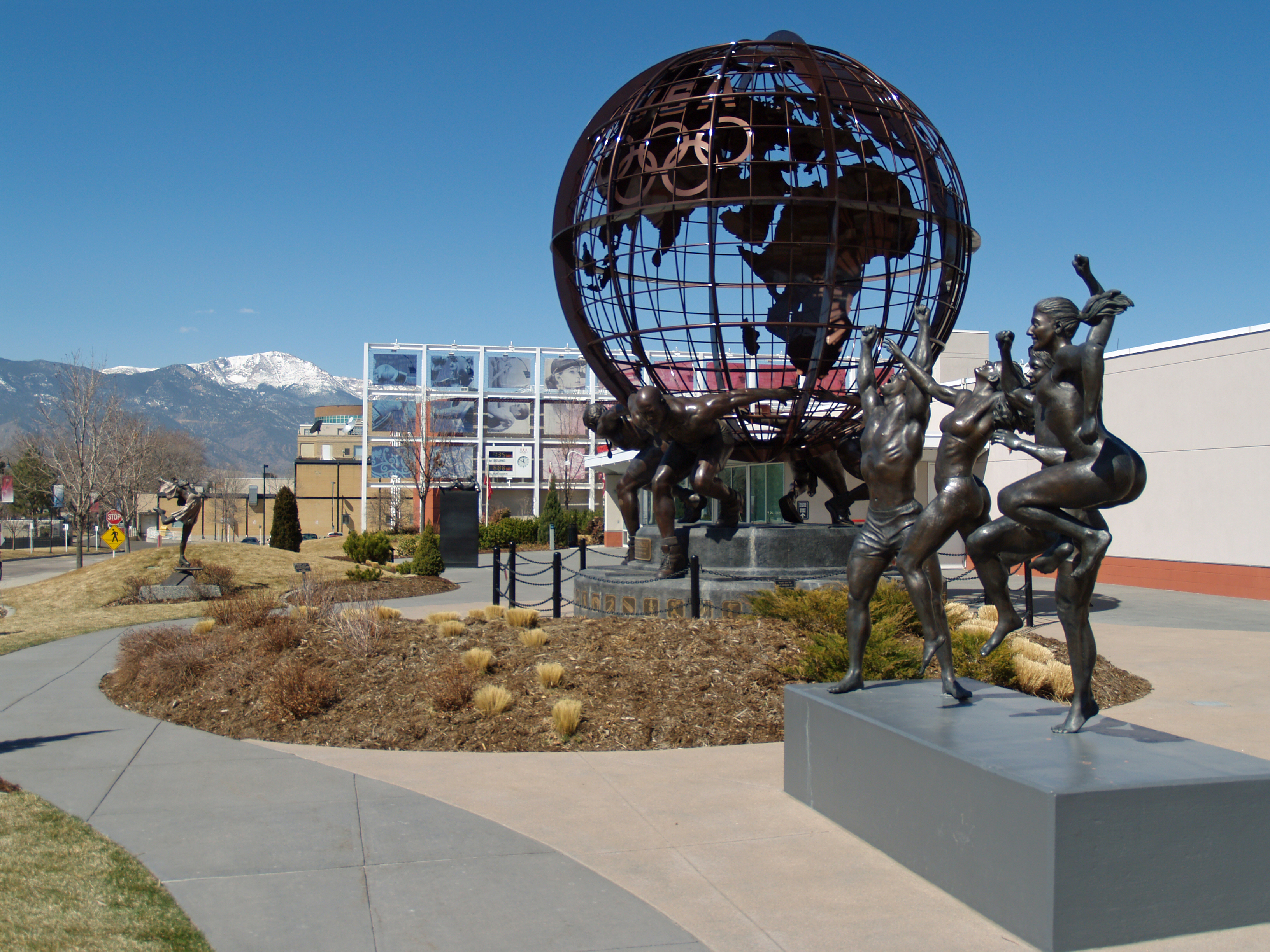
アメリカ合衆国オリンピック委員会本部とトレーニングセンター

コロラドスプリングスにはアメリカオリンピック・パラリンピック委員会、アメリカ合衆国オリンピックトレーニングセンターのほか、20種目以上のオリンピック競技連盟、および50種目以上の競技連盟が本部を置いており、Olympic City USA （アメリカ合衆国のオリンピックの街）と呼ばれている。とりわけフィギュアスケートとの関わりは深く、前述の世界フィギュアスケート殿堂が置かれているほか、これまでに全米選手権を6回、および世界選手権を5回開催している。また、コロラドスプリングスに本拠を置くブロードムーア・スケーティング・クラブは、オリンピックや世界選手権をはじめとする国際大会への出場選手を輩出している。
毎年6月の最終日曜日には、パイクスピーク・インターナショナル・ヒルクライムという四輪自動車および二輪自動車のレースが行われる。1916年に始まったこのレースは、パイクスピークの頂上へと達するパイクスピーク有料道路を用いた19.99kmのコースで行われ、標高差1,440mを駆け上がるものである。コースとなっているパイクスピーク有料道路は2012年に全線舗装完了したが、それまでは頂上近くが未舗装であった。
コロラドスプリングスには北米4大プロスポーツリーグのチームは置かれていないが、下部リーグのチームは置かれている。野球のコロラドスプリングス・スカイソックスはミルウォーキー・ブルワーズ傘下のAAA級マイナーリーグベースボールのチームで、パシフィックコーストリーグに参加している（2018年まで）。また、サッカーのコロラドスプリングス・スイッチバックスFCは、USLに参加している（ただしMLSのチームとの提携関係は無い）。
また、コロラドスプリングスにはNCAAディビジョンIのマウンテン・ウェスト・カンファレンスの本部が置かれている。1999年に結成されたこのカンファレンスには、空軍士官学校のほとんどのスポーツチーム、およびコロラドカレッジの女子サッカーチームも所属している。

### 公園と遊歩道

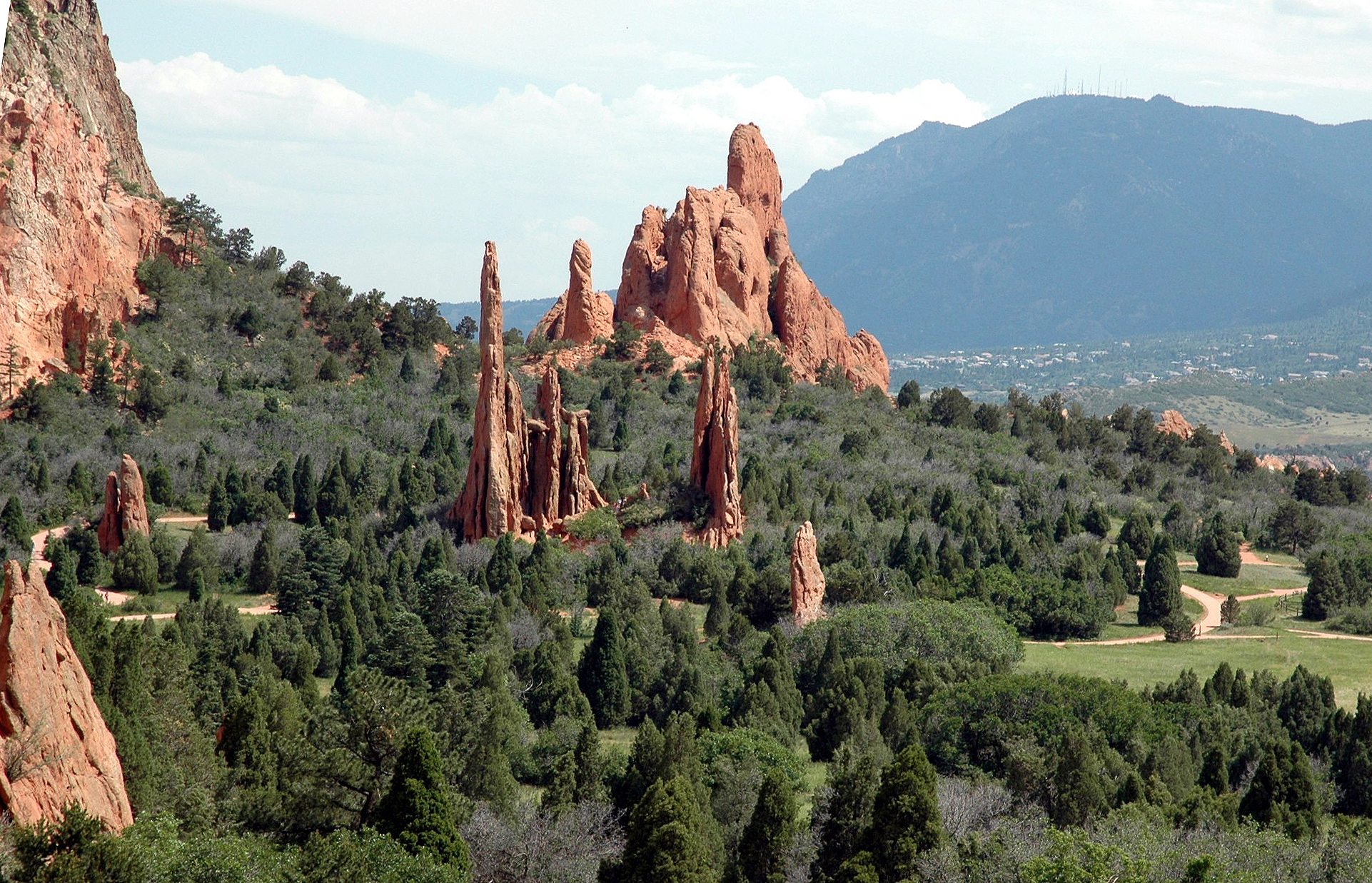
神々の庭

市内には大小150以上の公園があり、その総面積は9,000エーカー（36.4km2）を超える。また、市内の都市遊歩道の総延長は105マイル（169km）、公園遊歩道の総延長は160マイル（257km）にのぼる。
市内に数ある公園の中でもとりわけ著名なのが、ダウンタウンの北西約7kmに位置する神々の庭である。同園は全米で最高、世界でも有数の公園として挙げられている。同園には全米50州および世界60ヶ国以上から、年間200万人の観光客が訪れる。同園は、もともとは市の創設者ウィリアム・ジャクソン・パーマーの友人であったチャールズ・エリオット・パーキングの購入した土地であったが、パーキンスの死後、その子によって1909年、市に寄贈されたものであった。「神々の庭」という名前自体は、1859年にこの地を訪れた測量者の一団によってつけられたものであった。1,300エーカー（5.26km2）を超える広さの園内には、いくつもの赤い砂岩の奇岩怪石がそそり立っている。これらの奇岩怪石の数々は、数百万年前に土地の隆起と侵食によって形成されたものである。園内には遊歩道が整備されており、ハイキングのほか、マウンテンバイクや乗馬でも回ることができる。また、園内の奇岩怪石を登ることも、登録制で許可されている。神々の庭は、1971年に国定自然ランドマークに登録されている。
総延長100マイルを超える都市遊歩道はTier1-3に区分されている。Tier 1は「本線」となる最も高規格な遊歩道である。Tier 2はTier 1の「支線」となる遊歩道である。Tier 3はTier 2よりも小規模で、舗装されていない、自然のままの細い道も含まれる。

### 宗教

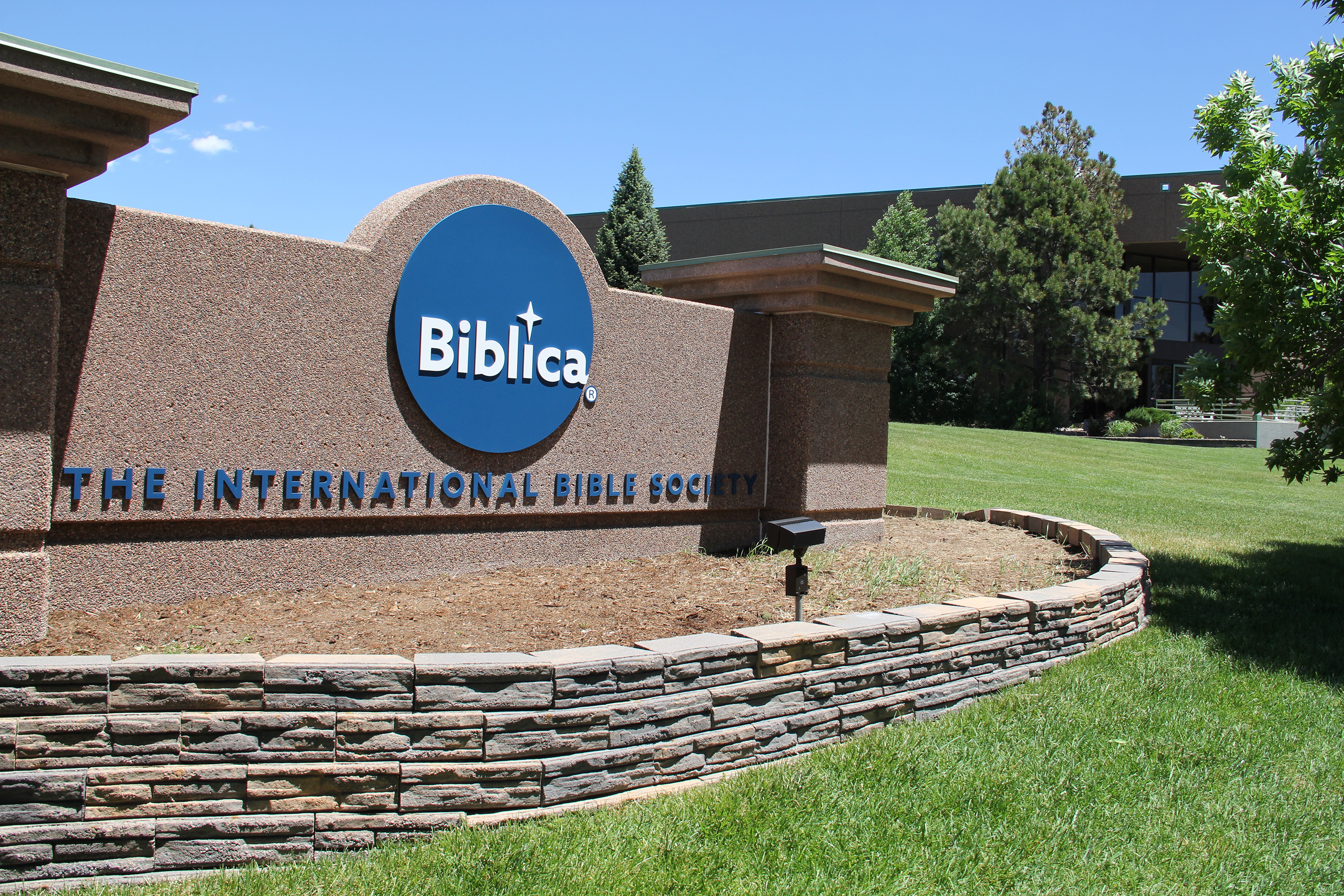
ビブリカ本部

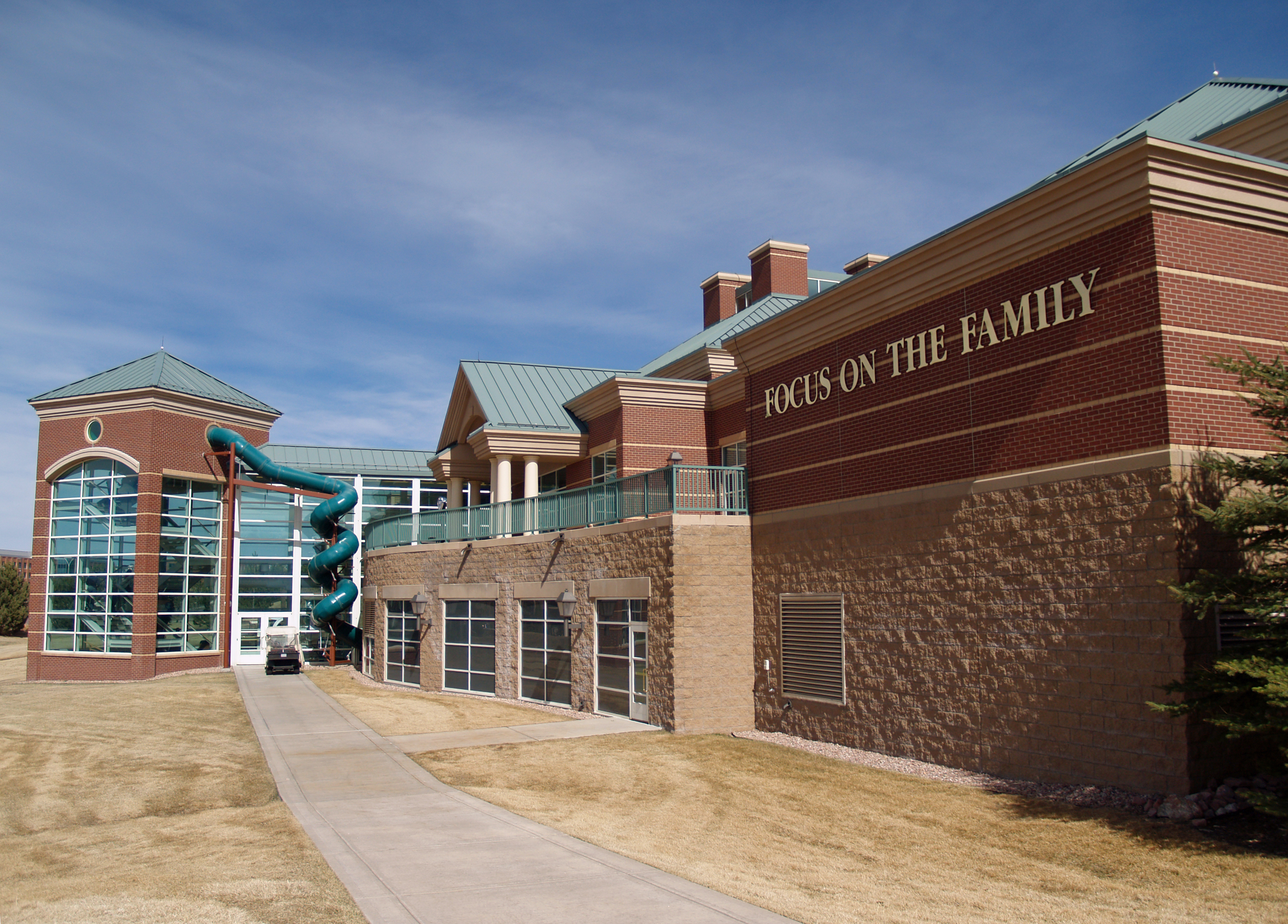
フォーカス・オン・ザ・ファミリーのウェルカム・センター

コロラドスプリングスは宗教都市としての側面も持っている。カトリックはコロラド州中部・東部を管轄するコロラドスプリグス司教区を置いており、その司教座聖堂であるセント・メアリーズ大聖堂はダウンタウンに立地している。新国際版聖書の著作権者であるビブリカや、福音派プロテスタント系学校の協会であるキリスト教学校国際協会（ACSI）、貧困の中で暮らす子供のキリスト教系スポンサーシップであるコンパッション・インターナショナルは、コロラドスプリングスに本部を置いている。また、クリスチャン・アンド・ミッショナリー・アライアンス（日本にも日本アライアンス教団を持つ）や、フォーカス・オン・ザ・ファミリー、メガ・チャーチのニューライフ・チャーチも、コロラドスプリングスに本部を置いている。この他にも、コロラドスプリングスには最も多い時で81の宗教団体が本部を置いており、コロラドスプリングスは「福音派のバチカン」と呼ばれている。

## 人口動態

### 都市圏人口
コロラドスプリングスの都市圏を形成する各郡の人口は以下の通りである（2020年国勢調査）
コロラドスプリングス都市圏
| 郡         | 州         | 人口      |
| ---------- | ---------- | --------- |
| エルパソ郡 | コロラド州 | 730,395人 |
| テラー郡   | コロラド州 | 24,710人  |
| 合計       | 合計       | 755,105人 |

### 市域人口推移
以下にコロラドスプリングス市における1880年から2020年までの人口推移をグラフおよび表で示す。
| 統計年 | 人口      | 順位 |
| ------ | --------- | ---- |
| 1880年 | 4,226人   | -    |
| 1890年 | 11,140人  | -    |
| 1900年 | 21,085人  | -    |
| 1910年 | 29,078人  | -    |
| 1920年 | 30,105人  | -    |
| 1930年 | 33,237人  | -    |
| 1940年 | 36,789人  | -    |
| 1950年 | 45,472人  | -    |
| 1960年 | 70,194人  | -    |
| 1970年 | 135,517人 | -    |
| 1980年 | 215,105人 | 66位 |
| 1990年 | 281,140人 | 54位 |
| 2000年 | 360,890人 | 48位 |
| 2010年 | 416,427人 | 41位 |
| 2020年 | 478,961人 | 40位 |

## 姉妹都市

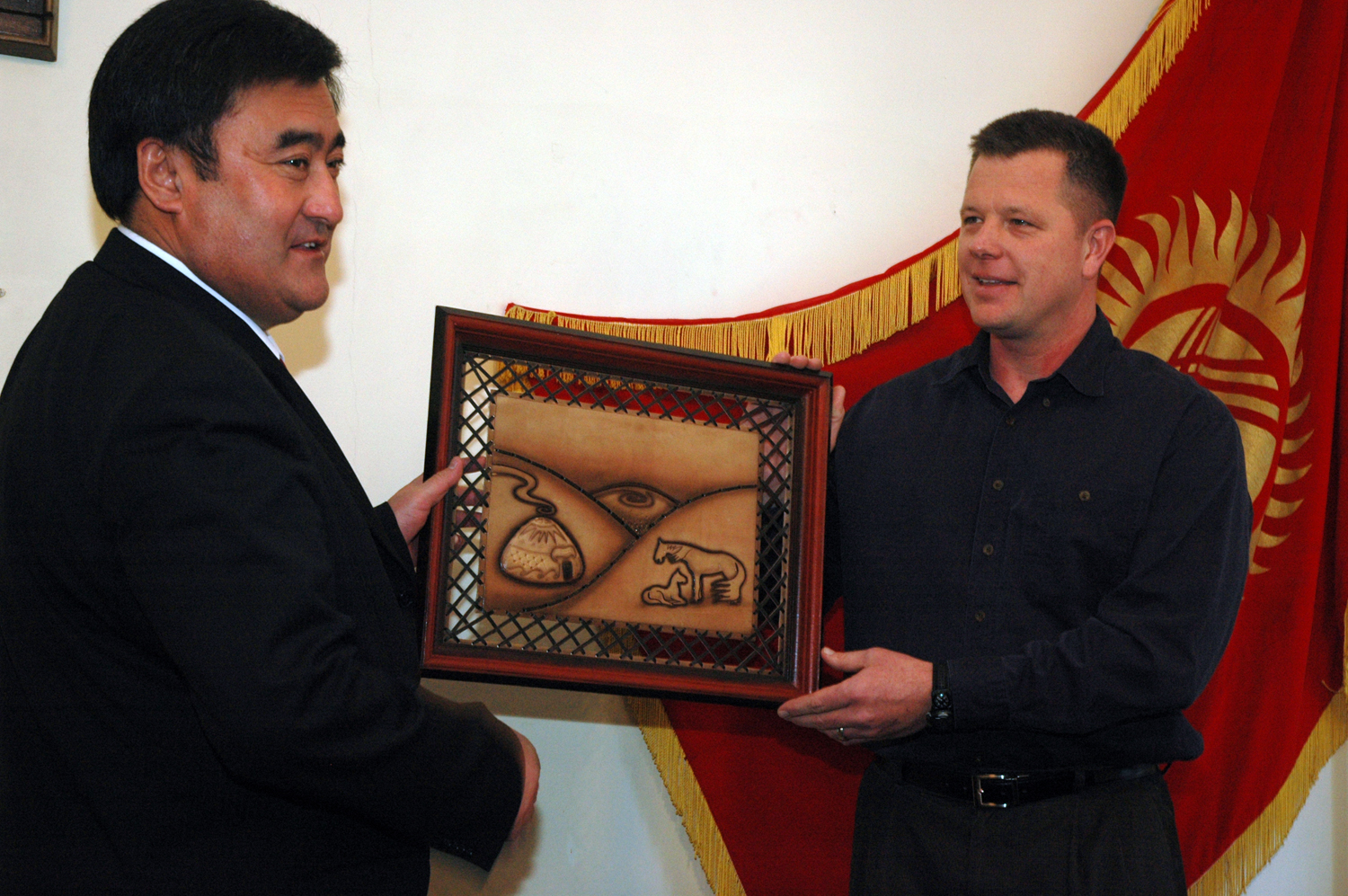
キルギス・マナス空軍基地にて、コロラドスプリングス市長（当時）ライオネル・リベラへの手土産をアメリカ合衆国空軍少佐（当時）スコット・サッコウに手渡す、ビシュケク市長（当時）アースタンベック・ノゴエフ

コロラドスプリングスは以下7都市と姉妹都市提携を結んでいる。
- アルヘア・オリンビア（ギリシャ）
- 高雄市（中華民国）
- カンタベリー＝バンクスタウン（オーストラリア）
- スモレンスク（ロシア）
- ヌエボ・カサス・グランデス（メキシコ）
- ビシュケク（キルギス）
- 富士吉田市（日本・山梨県）